# دانقار تار تپه
دانقار تار تپه مربوط به هزاره اول است و در شهرستان گنبدکاووس، روستای سارجه کر واقع شده و این اثر در تاریخ ۵ آذر ۱۳۷۹ با شمارهٔ ثبت ۲۹۰۴ به‌عنوان یکی از آثار ملی ایران به ثبت رسیده است.